# Sint-Victorkerk (Afferden)

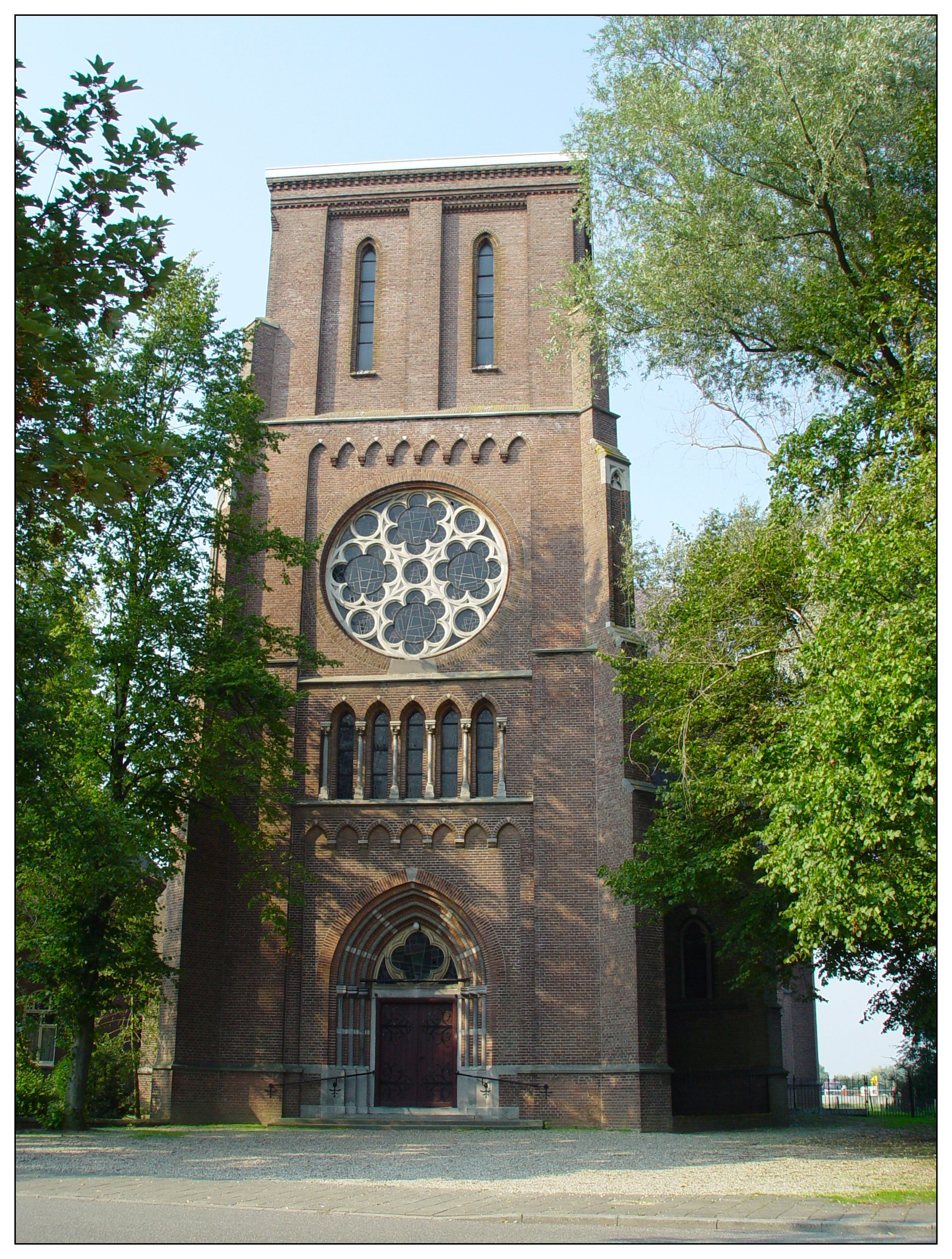
Voorgevel van de Sint-Victorkerk.

De Sint-Victor en Gezellenkerk is een voormalige parochiekerk in het noorden van Afferden (Gelderland). De kerk is een driebeukige kruisbasiliek in romano-gotische stijl, ontworpen door de kerkarchitect Carl Weber (1820–1908). Hij werd gebouwd tussen 1890 en 1891, en geconsacreerd in 1893. De kerk en pastorie liggen in het noorden van Afferden. De kerk is een gemeentelijk monument, terwijl de pastorie een rijksmonument is. De kerk werd gebouwd in de latere periode van Weber, die werd gekenmerkt door begrotingsproblemen. Deze problemen leidden ertoe dat de torenspits van de kerk nooit werd voltooid.
Door financiële beperkingen en terugloop van kerkgangers werd de kerk in 2016 in de verkoop gedaan. De kerk werd uiteindelijk gekocht door de Thais-boeddhistische Stichting Dhammakaya Nederland, die er een opleidings- en meditatiecentrum van maakten voor zowel Thai als Nederlanders. De stichting werd vriendelijk ontvangen in Afferden, alhoewel Thaise boeddhisten het wel onconventioneel vonden.
De kerk is ontworpen in een mengstijl van Romaanse en Gotische motieven, met verwijzingen naar de Munsterkerk in Roermond. De kerk is zeer rijk gedecoreerd met een uitgebreide iconografie. De stichting het Gelders Genootschap heeft de kerk omschreven als een "uiting van gemeenschapszin" en een "zichtbare getuige van (…) de hoogtijdagen van de geloofsbeleving en de emancipatie van de eigen Afferdense parochie".

## Geschiedenis

### Bouw (1890–1891)

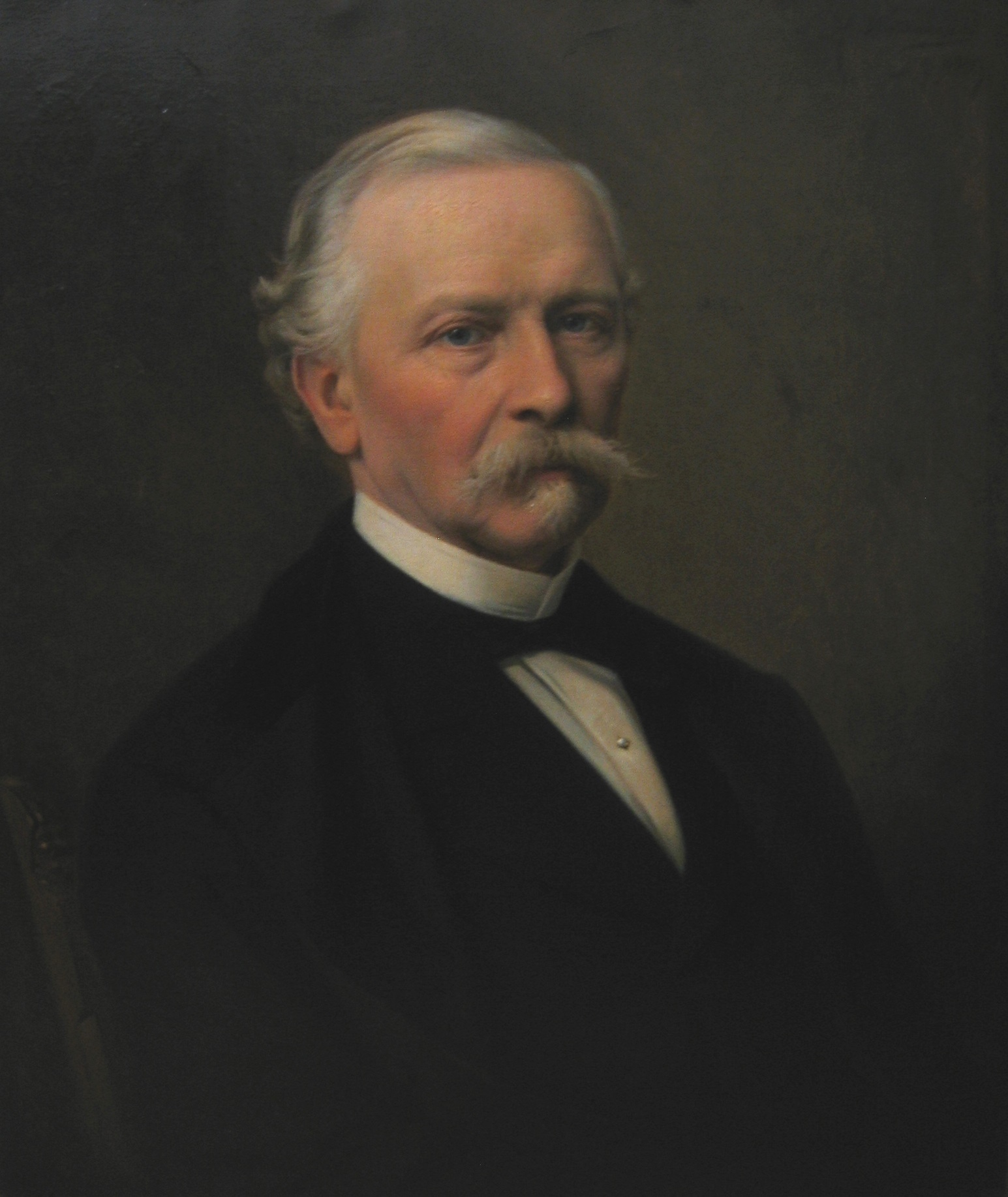
Portret van Carl Weber door Heinrich Windhausen (1889)

On 1848 werd er in Nederland een nieuwe grondwet aanvaard, die het mogelijk maakte voor katholieken om hun eigen kerken te bouwen. Dit bracht een nieuw zelfbewustzijn in de katholieke gemeenschap teweeg. Toen de katholieke gemeente van het nabijgelegen dorp Deest in de negentiende eeuw in hoog tempo zich van Afferden afscheidde en zijn eigen kerk bouwde, was dit een aansporing voor de bouw van een eigen katholieke kerk in Afferden in het dorp zelf. Nadat in de jaren vijftig van dezelfde eeuw tevergeefs geld werd ingezameld om een nieuwe kerk te bouwen, kreeg het plan een nieuwe élan met de komst van bouwpastoor Wilhelmus Otten (1883–1912) in de jaren tachtig. De kerk was de opvolger van een waterstaatskerk die meer oostelijk stond, en moest de hoogste worden in de omgeving (62 meter), hoger dan de kerk in Druten. In 1890 werd met de bouw aangevangen, gefinancierd door de schenkingen en het legaat van de zusters Maria en Wilhelmina van Welie. De eerste steen werd gelegd door bouwpastoor Wilhelmus Otten, die de opdracht van de bisschop had gekregen de kerk te laten bouwen.
In deze periode had architect Carl Weber een succesvolle loopbaan achter de rug, maar werd onvoorzichtig in zijn werk. Voordat hij begon aan de Sint-Victorkerk had hij al met begrotingsproblemen gekampt bij de bouw van verschillende andere kerken. Bovendien waren veel ambitieuze pastoren zeer enthousiast over Webers werk, wat niet bijdroeg aan een werkwijze met beleid. Zo waren er ook problemen met de Sint-Victorkerk: Weber en pastoor Otten hadden besloten om de kerk te bouwen op een ondergrond die moerassig was, wat landbouwers in de buurt hadden afgeraden. Bovendien had de bisschop, die bewust was van Webers problemen met begrotingen, Weber gevraagd een eenvoudige, Gotische kerk te bouwen, en geen Romaanse stijl te hanteren. Alhoewel Weber daarmee leek in te stemmen, wist hij uiteindelijk toch een aantal Romaanse elementen in het ontwerp te verwerken, waaronder de ruimteindeling. Wat betreft de grond, kort nadat de bouw was begonnen, ontstonden er moeilijkheden: de ondergrond bleek niet stevig genoeg, en de kerk begon te verzakken en te scheuren. Er was blijkbaar niet voldoende geheid. Dit kon worden tegengegaan, door alsnog zeventig ijzeren palen als netwerk aan te brengen in de grond, maar dit kostte veel geld. Hierdoor bleef er niet genoeg budget over voor de afronding van de kerktoren, en de bisschop verbood verdere investeringen. Niettemin werd de kerk in gebruik genomen op 13 november 1891; de consecratie vond vervolgens plaats op 10 augustus 1893.
De kerk werd genoemd naar Sint Victor van Xanten, omdat de kerk voorheen onder het eigendom van de Dom van Xanten viel. Door de met hindernissen geplaagde bouwgeschiedenis van de Sint-Victorkerk—en de desondanks opmerkelijke resultaten—wordt de kerk door onderzoekers als voorbeeld genoemd van de hoge kwaliteit en inventiviteit van Webers werkwijzen. Maar de plaatselijke schrijver Johan van Os wijdt de effectieve oplossingen aan een samenwerking tussen twee lokale deskundigen, Weber en ingenieurs van het Ministerie van Waterstaat, waarbij Weber een secundaire rol speelde.

### Tussenperiode (1891–2012)
Na de bouw van de nieuwe Sint-Victorkerk verplaatste het verenigingsleven zich geleidelijk van de waterstaatskerk op de Hoog naar de Koningstraat. Voordat pastoor Otten overleed, werd een uitgebreid feest gehouden om zijn benoeming als pastoor te vieren, en daarmee ook het werk dat hij had verricht. Nadat hij in 1912 overleed, werd hij door een lange rij van pastoors opgevolgd: Johannes Eijcken (1912–29), J.L.M. Mandos (1929–40), Wilhelmus Böckling (1940–71), Jacobus Kuipers (1971–86), Antonius van Schaik (1986–93), Jeroen Miltenburg (1994–96) en Gerard de Gilde (vanaf 1996). Gerard van Hoof en Jos Hermans waren de laatste twee pastoors in de kerk voordat deze verkocht werd in 2017.
Na de opening van de kerk in 1891 werden verschillende keren nog plannen gevormd om de toren af te bouwen, zowel door pastoor Otten als pastoor Böckling. Uiteindelijk besloot Böckling een angelustorentje te bouwen op de kerk, om alsnog een "spits" eraan te geven, zelfs al bleef de grote toren onvoltooid.

### Terugloop kerkgangers (2012–2016)

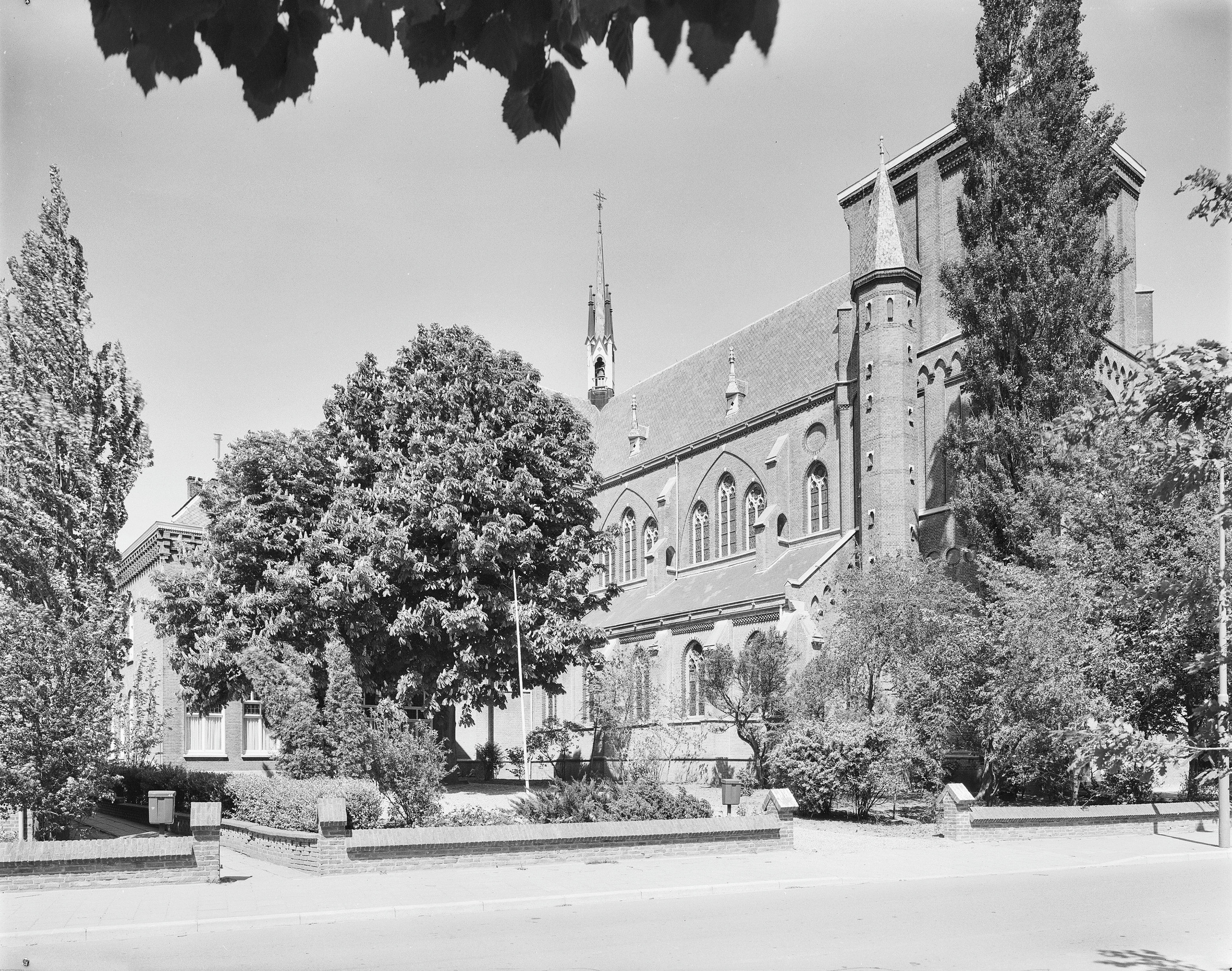
De Sint-Victorkerk in 1977, met het angelustorentje in het midden.

In het tweede decennium van de eenentwintigste eeuw bleek het steeds moeilijker te worden de Sint-Victorkerk financieel te onderhouden. Inmiddels was de kerk in bezit van de Drutense fusieparochie Heilige Franciscus en Heilige Clara. Volgens een woordvoerder van de parochie was het aantal kerkgangers ernstig teruggelopen: van de driehonderd gelovigen op een gemiddelde zondag vijfentwintig jaar geleden waren er nu nog ongeveer veertig over. Er moesten grootschalige reparaties en restauraties worden gedaan, met kosten van ongeveer twee miljoen euro. Het Bisdom Den Bosch gaf hier geen geld voor en het werd besloten om van de vijf kerken die de parochie in bezit had, er vier te sluiten. De bezuinigingen stonden in het kader van een beleid om effectief om te gaan met de daling van gelovigen en priesters in het bisdom. Wel staken de overheid en het bisdom nog geld in het opknappen van de daken van de kerk en de pastorie, om het gevaar van vallende dakpannen te voorkomen, en op voorwaarde dat een haalbaarheidsstudie werd begonnen om mogelijkheden tot herbestemming te onderzoeken.
Zo gezegd, zo gedaan: in 2015 werd er een studie uitgevoerd  door het Gelders Genootschap om te kijken of herbestemming mogelijk was, waaruit geconcludeerd werd dat de kerk wellicht als een multifunctionele ruimte zou kunnen dienen. Dit was echter lastig financieel te realiseren, vanwege de grote verbouwingskosten en de beperkte mogelijkheden binnen de monumentele status van zowel de kerk als de pastorie. Het Gelders Genootschap concludeerde daarmee dat er gezocht moest worden naar "een liefhebber" die het pand eigenhandig zou aanpakken. In 2016 verviel de status van de kerk als rijksmonument, omdat een belangrijk piëta-beeld inmiddels was verwijderd. (Zie Kerkgebouw, hieronder.) De kerk werd nog wel erkend als gemeentelijk monument, hetgeen een sloop kon voorkomen. De kerk ontving daarnaast nog een bescheiden subsidie voor jaarlijks onderhoud. In tegenstelling tot de kerk was de pastorie nog steeds een rijksmonument.

### Koop door Dhammakaya Nederland (2016–2017)

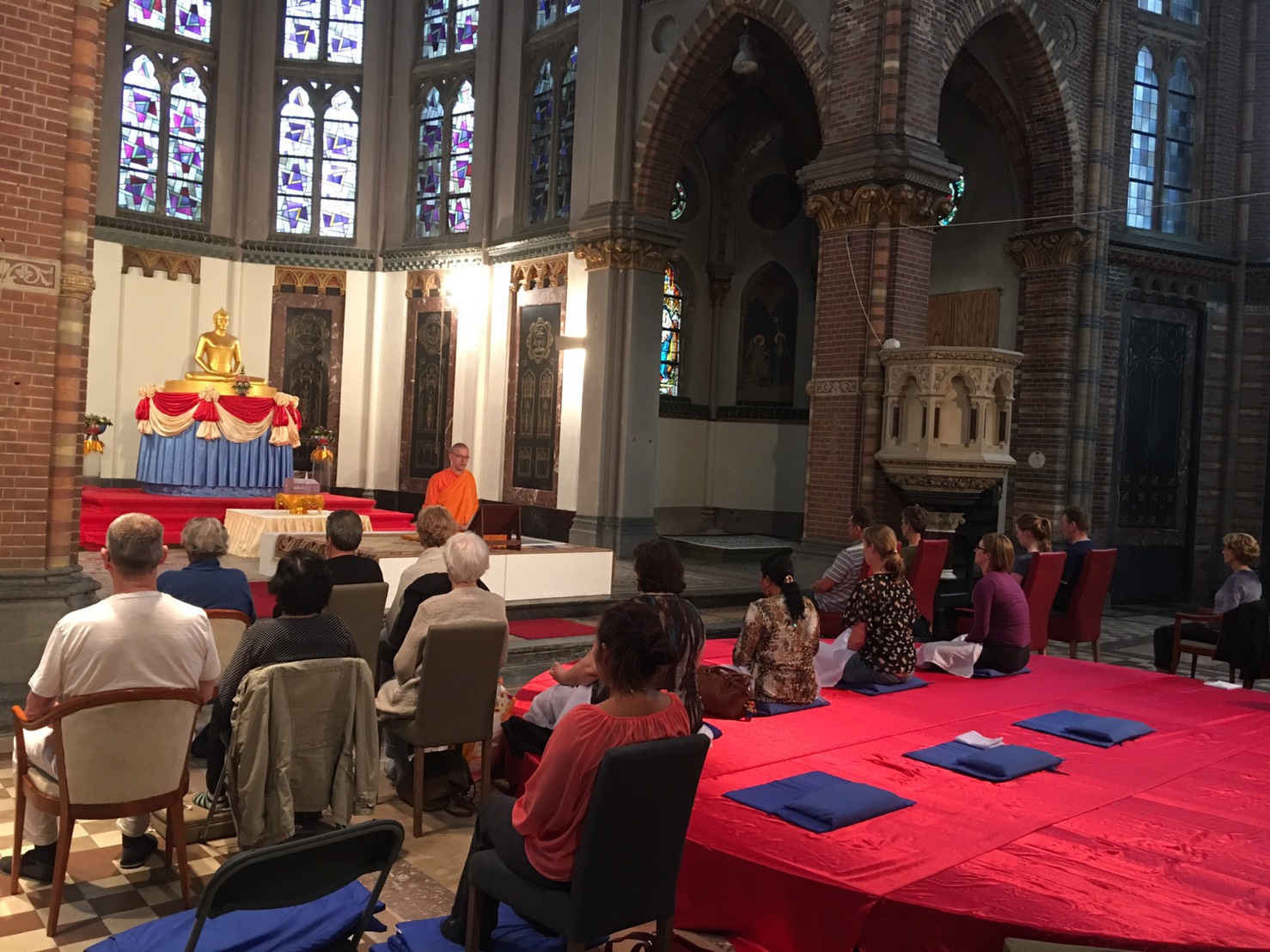
Meditatieavond in de Sint-Victorkerk door Dhammakaya Nederland

In 2016 werden de Sint-Victorkerk en pastorie te koop aangeboden. Binnen een korte periode deed zich al een koper voor: de Thais-boeddhistische monniken van de Stichting Dhammakaya Nederland. De kerk werd uiteindelijk gekocht door de stichting voor de vraagprijs van ongeveer 600.000 euro. Een woordvoerder van de stichting gaf te kennen dat de kerk voldeed aan alle eisen voor de activiteiten van hun opleidings- en meditatiecentrum. De stichting had twee jaar naar een geschikte locatie gezocht. De boeddhistische groep zal niet enkel activiteiten houden voor mensen met een Thaise immigratieachtergrond, maar ook voor een breder, Nederlandstalig publiek. De monniken zullen de kerk en pastorie met zes tot zeven komen bewonen. Nadat oktober 2016 de laatste eucharistieviering werd gehouden, werd einde maart 2017 de kerk overgedragen aan de boeddhistische stichting. Op 20 mei werd de opening gehouden van de kersverse tempel. De opening werd bijgewoond door een grote delegatie uit Thailand, en honderden mensen uit verschillende delen van Europa.
Vóór de uiteindelijke overdracht van de gebouwen was er onenigheid tussen de monumentencommissie van de gemeente Druten en de parochie over wat er moest gebeuren met een aantal belangrijke elementen van het kerkinterieur: de parochie wilde het interieur volledig laten meenemen, terwijl de gemeente vond dat het interieur bij de kerk hoorde en dat het moest blijven. Uiteindelijk kreeg de parochie zijn zin: vóór de overdracht van het gebouw naar de Stichting Dhammakaya Nederland werden de altaren, de luidklok en het orgel uit de kerk verwijderd, en werd daarvoor een herbestemming gevonden.

#### Reacties op overdracht
Tijdens de overdracht sprak Jos Hermans, voorheen pastoor in de kerk: "Honderdvijfentwintig jaar werd in dit gebouw het leven gevierd, en de gestorvenen herdacht vanuit het christelijk geloof. Nu wordt er nog steeds gemediteerd en nagedacht over leven en dood, maar in het licht van Boeddha."
 Herbestemming van een kerk door te verkopen aan een andere religie was binnen het beleid van zowel de Katholieke als Protestantse Kerk in 2017 nog ongebruikelijk, en vaak lag een profane, meestal culturele, herbestemming meer voor de hand. Niettemin was de parochie positief over de overdracht. In een interview met de Volkskrant zei Hermans dat hij het opleidingscentrum een "waardige bestemming" vond. Een woordvoerder van Dhammakaya Nederland heeft aangegeven dat ze vriendelijk door de dorpsbewoners in Afferden ontvangen zijn.
Na de koop van de kerk door de Thais-boeddhistische stichting bereikte het nieuws ook boeddhistische groeperingen in Thailand, en ontstond er een discussie of het gebruik van een voormalige christelijke kerk wel gepast was. Tegenstanders vonden dat een Thais-boeddhistische tempel eigenlijk een Thais-boeddhistisch uiterlijk zou moeten hebben, maar voorstanders wezen erop dat een dergelijke bepaling niet in de boeddhistische canon voorkomt, en dat het gebouw wel aan alle eisen van een gepaste omgeving voldoet.

## Kerkgebouw

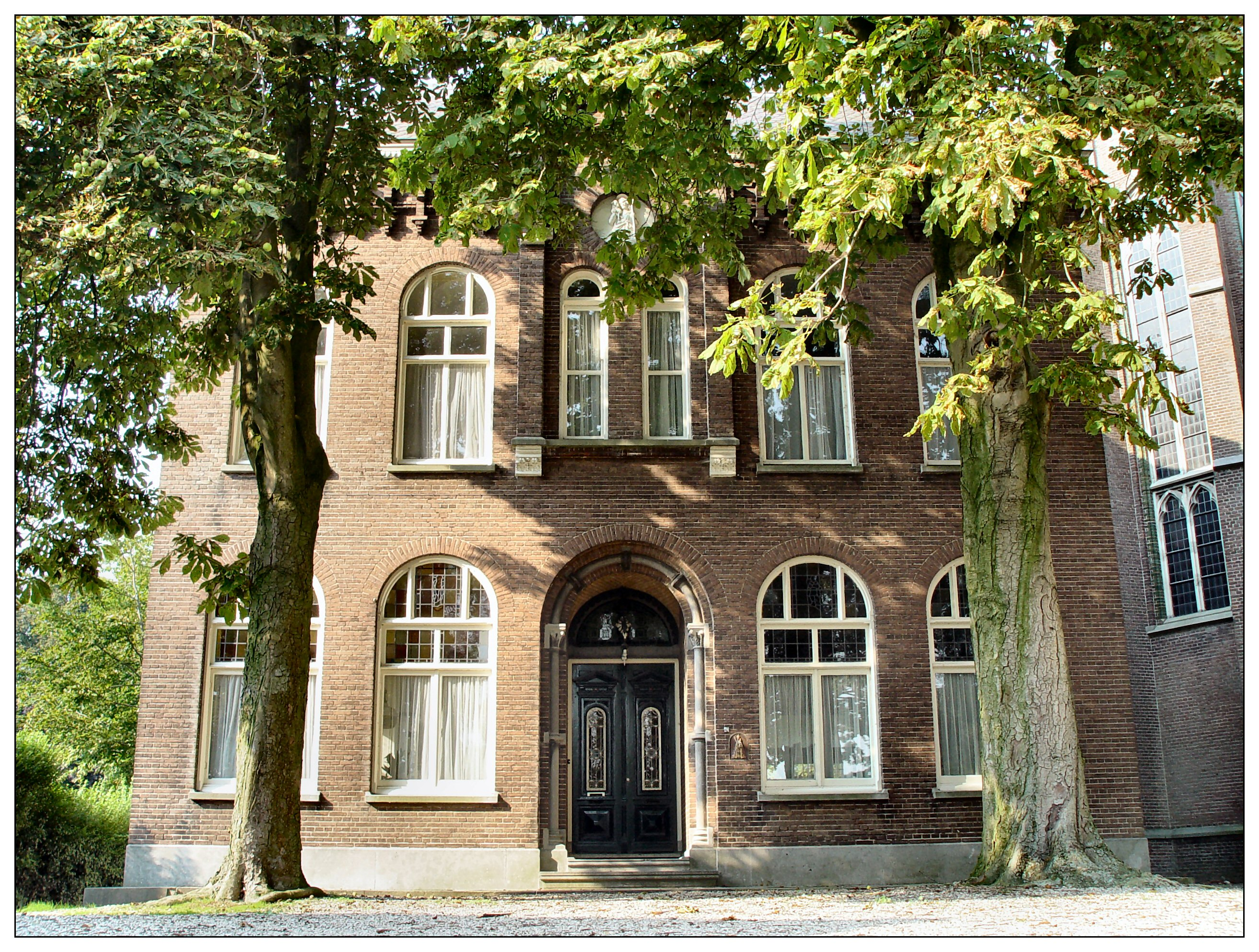
Pastorie naast de Sint-Victorkerk

De bisschop wilde dat de kerk zuinig zou worden ontworpen als een kerk in zuiver Gotische stijl, maar Weber verwerkte desondanks veel Romaanse elementen. De kerk is daarmee ontworpen in een mengstijl van Romaanse en Gotische motieven, met duidelijke verwijzingen naar de Munsterkerk in Roermond. Het interieur van de Sint-Victorkerk is typisch voor Weber rijk gedecoreerd, met veelkleurige patronen, een uitgebreide iconografie en een reeks van reliëfs met de kruiswegstaties. De kruiswegstaties werden ontworpen door de Belgische kunstenaar Frans De Vriendt (1826–1919). Ondanks deze rijkdom in het interieur van de kerk, kent de kerk ook een gebrek: de toren van de kerk is onvoltooid gebleven. Omdat deze torenspits niet kon worden voltooid, werd een klein angelustorentje het hoogste punt van de kerk.

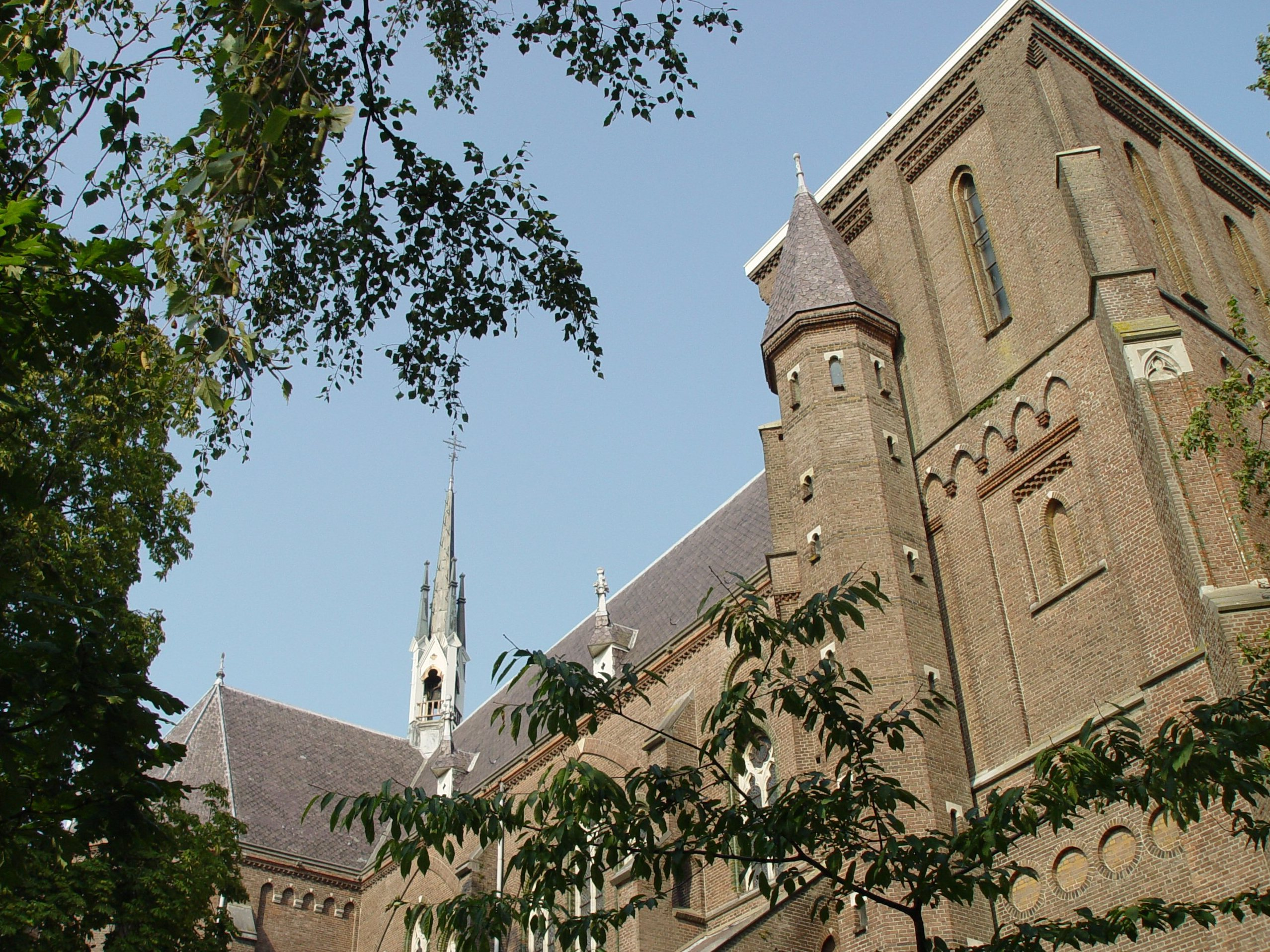
Zijde van het schip van de Sint-Victorkerk

Weber ontwierp zelf ook veel van het interieur en meubilair, met een typische hoge kwaliteit en neogotische rijkheid. Van oorsprong bevatte de kerk een zestiende-eeuws beeld van Maria en Jezus (piëta), wat inmiddels in het Valkhofmuseum in Nijmegen staat. Vóór de overdracht naar Dhammakaya Nederland bevatte de kerk een orgel dat ontworpen was door de bekende orgelbouwers van de familie De Smits, en bewerkt door de orgelbouwers van de familie Gradussen. Naast de kerk staat een pastoriegebouw, dat in dezelfde tijd door Weber werd gebouwd, voor een bedrag van 11.970 gulden. Op deze rijk-gedecoreerde pastorie is ook een afbeelding te zien van Sint Victor.
De cultuurhistorische waarde van de kerk wordt verklaard door het Gelders Genootschap als een "uiting van gemeenschapszin en -bewustzijn van het laat-19de-eeuwse dorp Afferden" en: "zichtbare getuige van (…) de hoogtijdagen van de geloofsbeleving en de emancipatie van de eigen Afferdense parochie". De kerk wordt bovendien als uniek beschouwd vanwege de combinatie van Romaanse en Gotische elementen. In 2015 verkeerde de kerk in een redelijke tot matige toestand van onderhoud.